# 大分県道405号成仏杵築線
大分県道405号成仏杵築線（おおいたけんどう405ごう じょうぶつきつきせん）は、大分県国東市から杵築市に至る一般県道である。

## 概要
国東市国東町成仏から杵築市杵築北浜に至る。
杵築市鴨川地区に狭隘区間があったがバイパスの開通により解消された。

### 路線データ
- 起点：大分県国東市国東町成仏[1][2]（大分県道652号赤根富来浦線交点）
- 終点：大分県杵築市杵築北浜[1]（大分県道49号大田杵築線交点）

## 歴史
- 1959年（昭和34年）3月31日 - 大分県告示第374号により、県道成仏杵築線として路線認定される（当時の整理番号は26）[4]。
- 1973年（昭和48年）4月2日 - 大分県告示第250号により県道成仏杵築線として路線認定[5]。
- 1993年（平成5年）5月11日 - 建設省から、県道成仏杵築線の一部を両子山武蔵線として主要地方道に指定される[6]。
- 2018年（平成30年）4月 - 鴨川工区（延長640 m）開通[3]。
- 2019年（平成31年）3月25日 - 鴨川工区（延長300 m）開通[3]。

## 路線状況

### 重複区間
- 大分県道29号豊後高田国東線（国東市国東町成仏 - 国東市安岐町明治）
- 大分県道34号豊後高田安岐線（国東市安岐町矢川 地内）

### 道路施設

#### 橋梁
- 永代橋（溝井川）

#### トンネル
起点から
- 行入トンネル：延長411 m、1997（平成9年）竣工、国東市（大分県道29号豊後高田国東線重複区間内）
- 両子トンネル：延長500 m、2002（平成14年）竣工、国東市（大分県道29号豊後高田国東線重複区間内）

## 地理

### 通過する自治体
- 国東市
- 杵築市

### 交差する道路
| 交差する道路                            | 市町村名 | 交差する場所 | 交差する場所 |
| --------------------------------------- | -------- | ------------ | ------------ |
| 大分県道652号赤根富来浦線               | 国東市   | 国東町成仏   | 起点         |
| 大分県道29号豊後高田国東線 重複区間起点 | 国東市   | 国東町成仏   |              |
| 大分県道55号両子山武蔵線                | 国東市   | 安岐町両子   |              |
| 大分県道29号豊後高田国東線 重複区間終点 | 国東市   | 安岐町明治   |              |
| 大分県道34号豊後高田安岐線 重複区間起点 | 国東市   | 安岐町矢川   |              |
| 大分県道34号豊後高田安岐線 重複区間終点 | 国東市   | 安岐町矢川   |              |
| 大分県道49号大田杵築線                  | 杵築市   | 杵築北浜     | 終点         |

### 沿線
- 両子寺
- 杵築市立大内小学校